# Indicatore generale del commercio

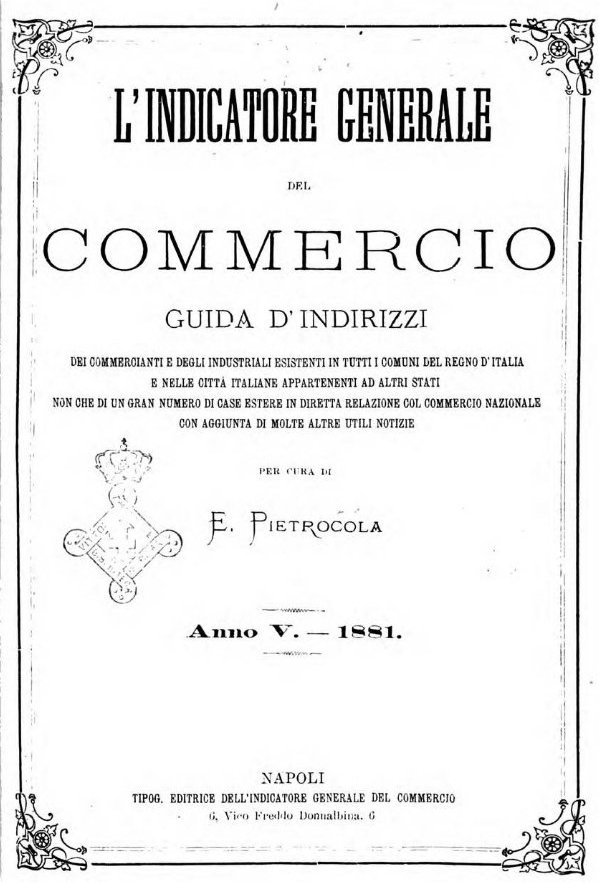

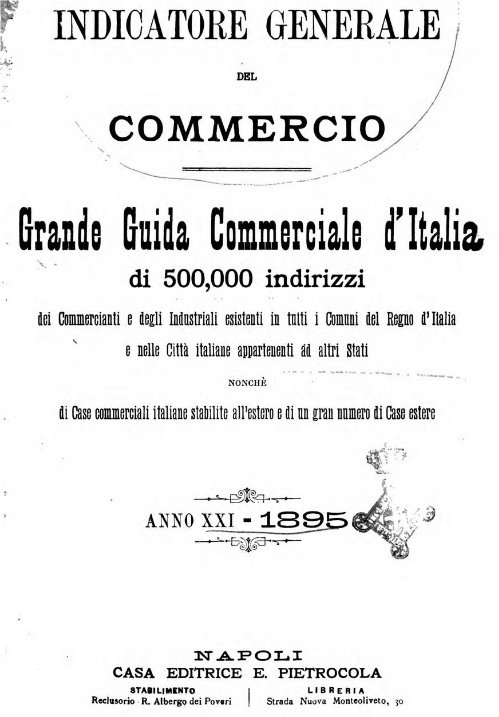

L'Indicatore generale del commercio fu una guida commerciale diffusa in Italia nell'ultimo quarto del diciannovesimo secolo. Ideata a Vasto  e realizzata a Napoli da Emanuele Pietrocola fu pubblicata annualmente da una tipografia specializzata che diventerà la sua casa editrice. 

## Storia
Il primo volume di quest'opera fu pubblicata nel 1875 con il seguente esplicativo frontespizio: 
L'INDICATORE GENERALE / del / COMMERCIO E DELL'INDUSTRIA ITALIANA / GUIDA D'INDIRIZZI / dei Commercianti ed Industriali esistenti in tutti i Comuni del Regno d'Italia / e nelle città italiane appartenenti ad altri Stati, nonché di un gran numero di Case estere / in diretta relazione col commercio nazionale, con aggiunta di molte altre utili notizie/ per cura di / E. PIETROCOLA / 1875 anno I / Ufficio dell'Indicatore / Vasto Napoli
L'opera era suddivisa per province, quindi per circondari e per comuni. Gli indirizzi erano disposti in ordine alfabetico per categorie e per nomi distinguendo fabbricanti, grossisti e negozianti al dettaglio. Per ogni città e paese era indicato il numero di abitanti e altre informazioni ritenute interessanti per i negozianti come l'esistenza di uffici postali, stazioni ferroviarie, porti, fiere, banche etc..Da allora fu pubblicato annualmente almeno fino al 1895  per più di venti anni. Non è facile stabilire con certezza quale sia stato l'ultimo anno di pubblicazione perché nel catalogo OPAC del Servizio bibliotecario nazionale non risultano ancora (2018) tutte le annate ma solo le seguenti: 1875
1876
1881
1884
1894
1895. Tuttavia appare estremamente probabile che questa pubblicazione periodica, come molte altre iniziative editoriali della stessa casa editrice, non abbia superato la fine del secolo seguendo la sorte del suo ideatore.
Nel 1876 risulta anche una pubblicazione economica relativa alla sola provincia di Milano stampata in collaborazione con l'editore locale E.Croci. Nel 1881 l'Indicatore Generale del Commercio è premiato all'Esposizione Nazionale di Milano. Nelle pagine introduttive dell'edizione di quell'anno Emanuele Pietrocola scrive: Il favore sempre crescente col quale vennero accolte sì dal commercio italiano come dallo straniero le precedenti edizioni di quest'opera mia, mi è garante del successo felice di quest'ultima, a rendere completa la quale, io non ho risparmiato ne spese né sacrifici e in un giornale di Firenze dello stesso anno si legge: Il sommo interesse che ha destato questo lavoro in Italia non solo ma anche all'estero, è una larga prova dei vantaggi immensi che offre a ogni classe di commercianti ed industriali .Dal 1885 al 1893 gli indirizzi forniti passano da 400000 a 500000 e si superano le mille pagine di caratteri minutissimi. L'opera, pubblicata inizialmente dalla Tip.Edit.Indicatore Generale del Commercio, dopo l'acquisizione di questa, avvenuta nel 1885, sarà pubblicata dalla Casa Editrice E. Pietrocola.